# NGC 6385
NGC 6385 је спирална галаксија у сазвежђу Змај која се налази на NGC листи објеката дубоког неба.
Деклинација објекта је + 57° 31' 19" а ректасцензија 17h 28m 1,5s. Привидна величина (магнитуда) објекта NGC 6385 износи 13,1 а фотографска магнитуда 14,0. NGC 6385 је још познат и под ознакама UGC 10877, MCG 10-25-44, CGCG 300-35, PGC 60343.